# 桂岭古墓群
桂岭古墓群，位于中国广西壮族自治区贺县桂岭公社英民大队，为一个省级文物保护单位，类型为古墓群，为第二批广西壮族自治区文物保护单位，公布时间为1981年8月25日。
桂岭古墓群的历史年代为战国～南朝。